# Mackinac Bridge
De Mackinac Bridge is een Amerikaanse hangbrug over de Straat van Mackinac, de waterverbinding tussen het Michiganmeer en het Huronmeer in de staat Michigan. De brug verbindt het Bovenschiereiland van Michigan, bij het plaatsje Saint Ignace, met Mackinaw City op het Benedenschiereiland van Michigan. Bijnamen van de brug zijn Mighty Mac of Big Mac.
De 8.038 m lange brug werd ontworpen door de New Yorkse architect David B. Steinman - die zorgvuldig het door resonantie instorten van de Tacoma Narrows Bridge in 1940 had bestudeerd - en werd 1 november 1957 geopend. De doorvaarthoogte van 47 m samen met de zeer grote overspanning van 1.158 m en de inzet van ijsbrekers in de winter houden de straat van Mackinac open voor de drukke scheepvaart op de route. De twee pylonen zijn in het water gebouwd en hebben boven water een hoogte van 168 m.
Het brugdek is ingedeeld in twee rijvakken met elk twee rijstroken. De Interstate 75 vanuit Miami loopt over de brug en gaat vandaar verder tot aan de Canadese grens. Voor de aanleg van de interstates in de jaren zestig was de brug onderdeel van de U.S. Route 27. Voor de opening van de brug diende dit segment met ferryboten overbrugd te worden. Dit gedeelte van de I-75 is een tolweg.

## Naamgeving
De naam refereert aan Michilimackinac, de Algonquian term waarmee de Algonkin het eiland Mackinac, en de omliggende straat inclusief de verbinding tussen de meren benoemden.

## Mackinac Bridge Walk
De brug is op de ochtend van Labor Day jaarlijks open voor wandelaars, de Mackinac Bridge Walk bestaat sinds 1958. De gouverneur van de staat Michigan loopt traditioneel voorop. Jaarlijks nemen tussen de 40.000 en 65.000 personen deel aan de wandeling van 8 km van noord naar zuid. Het oostelijke rijvak is voor dit doel afgesloten, het verkeer gaat in beide richtingen over het westelijk rijvak. Later in de ochtend wordt het westelijk rijvak helemaal geopend voor zuidwaarts verkeer, dat op Labor Day aanzienlijk kan zijn. De laatste wandelaars gebruiken de rechtse van de twee oostelijke rijstroken terwijl de andere al weer beschikbaar is noordwaarts verkeer. Schoolbussen voeren wandelaars desgewenst na hun tocht terug naar het beginpunt van de tocht.